# HorrorPops
HorrorPops is een Deense band die zich in 1996 vormde. Ze vindt haar oorsprong in new wave, punkrock, surfrock, ska en rockabilly. Het genre is Psychobilly geworden.

## Biografie
De stichters van HorrorPops zijn Patricia Day en Kim Nekroman. Ze kwamen elkaar voor het eerst tegen toen Peanut Pump Gun (Days Punk Rock band), voor Nekromantix (Nekroman’s psychobilly band) speelde. Dat was tijdens een festival in Keulen (Duitsland) in 1996. Day en Nekroman behoren beide tot de subcultuurscène van Kopenhagen, maar waren elkaar nooit eerder tegengekomen. Ze werden vrienden door wederzijdse interesse in alternatieve muziek en trouwden uiteindelijk.
Day en Nekroman besloten een band te vormen waar zij met vele genres buiten hun normale bands konden experimenteren. Ze besloten ook van instrument te verwisselen. Nekroman leerde Day contrabas bespelen, terwijl zij hem gitaar leerde. Vervolgens begonnen de audities voor een drummer. De gitarist van Nekromantix, Peter Sandorff was een mogelijke keuze. Uiteindelijk verkozen ze Niedermeier. Hij werd later een vriend van Day en is lid van Strawberry Slaughterhouse. Hij begon officieel bij de HorrorPops in 1998. Na een tijdje kwam er een tweede gitarist bij; Caz the Clash, een oud bandlid van Niedermeier.
In 2000 nam Day twee vrienden aan, medewerkers bij de body-piercing shop, Mille en Kamilla Vanille. Day zocht naar go-go-danseressen voor de band tijdens de liveoptredens. De band nam een demo op met zeven nummers voor de pers, maar ze kwamen zelfs tot bij het publiek. Dit had als resultaat dat de twee singles van de band clubhits werden in Denemarken. De band deed tot 2003 tournees door Europa. Toen begonnen de HorrorPops zes nieuwe demo-nummers op te nemen. Op dat moment werd Caz the Clash vader. Hij verliet de band om zich op het vaderschap te concentreren. Hij werd vervangen door een ander lid van Strawberry Slaughterhouse; Karsten. Hellcat Records(het platenlabel van Tim Armstrong van Rancid) gaf de HorrorPops een contract, gebaseerd op hun demo’s. De band bracht een vinyl-single uit in september 2003 en begon een grote V.S. tour.
Het eerste volledige album van de band, Hell Yeah!, kwam in februari 2004 uit. Door problemen werden de reisdata voor de V.S. geannuleerd. De band maakte dit verlies goed door in het voorprogramma van ‘the Offspring’ te spelen in Europa. Mille verliet de band kort daarna om naar school terug te keren en werd vervangen door Naomi. De nieuwe thuisbasis van de HorrorPops werd Los Angeles (Californië) in plaats van Denemarken. Dit had als gevolg dat Karsten vertrok om in Denemarken bij zijn vrouw te blijven. Het tweede album van de band, Bring It On!, kwam op 13 september 2005 uit.

## Huidige line-up
- Patricia Day - Zang, Contrabas
- Kim Nekroman - Gitaar
- Niedermeier - Drum

## Vroegere leden
- Caz the Clash - Rhythm Gitaar (1998-2003)
- Karsten - Rhythm Gitaar (2003-2004)
- Geoff Kresge - Rhythm Gitaar (2005-2006)

## Discografie
- Ghouls/Psychobitches Outta Hell (september 2003)

12 inch vinyl, slechts 1000 geperst; Rancid Records
- Hell Yeah! (10 february 2004)

Cd en 12 inch vinyl; Hellcat/Epitaph
- MissTake

Cd-single Hellcat/Epitaph Europe
- Bring It On! (9 september 2005)

Cd en 12 inch vinyl; Hellcat/Epitaph
- Kiss Kiss Kill Kill (5 februari 2008)